# Live at Budokan (álbum de Dream Theater)
Live at Budokan es el cuarto álbum en directo de la banda de metal progresivo Dream Theater, editado en formato CD triple y DVD doble, lanzado en 2004 y grabado el 26 de abril de ese mismo año en el legendario Nippon Budokan Hall, en Tokio, Japón. El CD triple contiene la presentación completa en audio. El DVD doble contiene las secuencias del concierto completo en el primer disco y material extra en el segundo.

## Listado de pistas

### CD

#### Disco 1
1. As I Am (7:25)
2. This Dying Soul (11:44)
3. Beyond This Life (19:37)
4. Hollow Years (9:18)
5. War Inside My Head (2:22)
6. The Test That Stumped Them All (5:00)

#### Disco 2
1. Endless Sacrifice (11:18)
2. Instrumedley (12:15)
3. Trial of Tears (13:49)
4. New Millennium (8:01)
5. Keyboard Solo (3:58)
6. Only A Matter Of Time (7:21)

#### Disco 3
1. Goodnight Kiss (6:16)
2. Solitary Shell (5:58)
3. Stream Of Consciousness (10:54)
4. Disappear (5:56)
5. Pull Me Under (8:38)
6. In The Name Of God (15:49)

### DVD

#### Disco 1
El concierto de Budokan entero:
1. "As I Am" (8:34)
2. "This Dying Soul" (12:12)
3. "Beyond This Life" (19:34)
4. "Hollow Years" (9:19)
5. "War Inside My Head" (2:30)
6. "The Test That Stumped Them All" (4:53)
7. "Endless Sacrifice" (11:20)
8. "Instrumedley" (12:09)
9. "Trial Of Tears" (13:58)
10. "New Millennium" (7:59)
11. "Keyboard solo" (3:59)
12. "Only A Matter Of Time" (7:25)
13. "Goodnight Kiss" (6:14)
14. "Solitary Shell" (5:51)
15. "Stream Of Consciousness" (10:55)
16. "Disappear" (5:55)
17. "Pull Me Under" (9:00)
18. "In The Name Of God" (17:36)
19. Créditos (3:11)

Debido a restricciones de tiempo, los temas "Caught in a Web" y "The Great Debate" fueron en el último minuto eliminados del setlist.

#### Disco 2
Documental y Extras:
- Riding The Train Of Thought 29:46 (Documental sobre la gira en Japón)
- John Petrucci Guitar World 6:27
- Jordan Rudess Keyboard World 6:43
- Mike Portnoy Drum Solo 12:08
- The Dream Theater Chronicles 5:43 (Vídeo de apertura de la gira 2004)
- Instrumedley 12:03 (Bonus multiángulo)

## Intérpretes
- James LaBrie – Voz, Percusión
- John Myung – Bajo, Chapman Stick
- John Petrucci – Guitarras, Coros
- Mike Portnoy – Batería, Coros
- Jordan Rudess – Teclados

- Datos: Q388052